# Heteroschiza plumata
Heteroschiza plumata är en skalbaggsart som beskrevs av Moser 1917. Heteroschiza plumata ingår i släktet Heteroschiza och familjen Melolonthidae. Inga underarter finns listade i Catalogue of Life.